# Paide stad
Paide stad (estniska: Paide linn) är en kommun (stadskommun) i landskapet Järvamaa i mellersta Estland. Kommunen ligger cirka 80 kilometer sydost om huvudstaden Tallinn. Staden Paide är kommunens centralort.
Den 25 oktober 2017 uppgick Paide kommun och Roosna-Alliku kommun i kommunen, som innan dess enbart omfattat själva staden Paide.

## Orter
I Paide stadskommun finns en stad, en småköping samt 40 byar.

### Städer
- Paide (centralort)

### Småköpingar
- Roosna-Alliku

### Byar
- Allikjärve
- Anna
- Eivere
- Esna
- Kaaruka
- Kihme
- Kirila
- Kirisaare
- Kodasema
- Koordi
- Korba
- Kriilevälja
- Mustla
- Mustla-Nõmme
- Mäeküla
- Mäo
- Mündi
- Nurme
- Nurmsi
- Oeti
- Ojaküla
- Otiku
- Pikaküla
- Prääma
- Puiatu
- Purdi
- Sargvere
- Seinapalu
- Sillaotsa
- Suurpalu
- Sõmeru
- Tarbja
- Tännapere
- Valgma
- Valasti
- Vedruka
- Veskiaru
- Viisu
- Viraksaare
- Võõbu

## Galleri

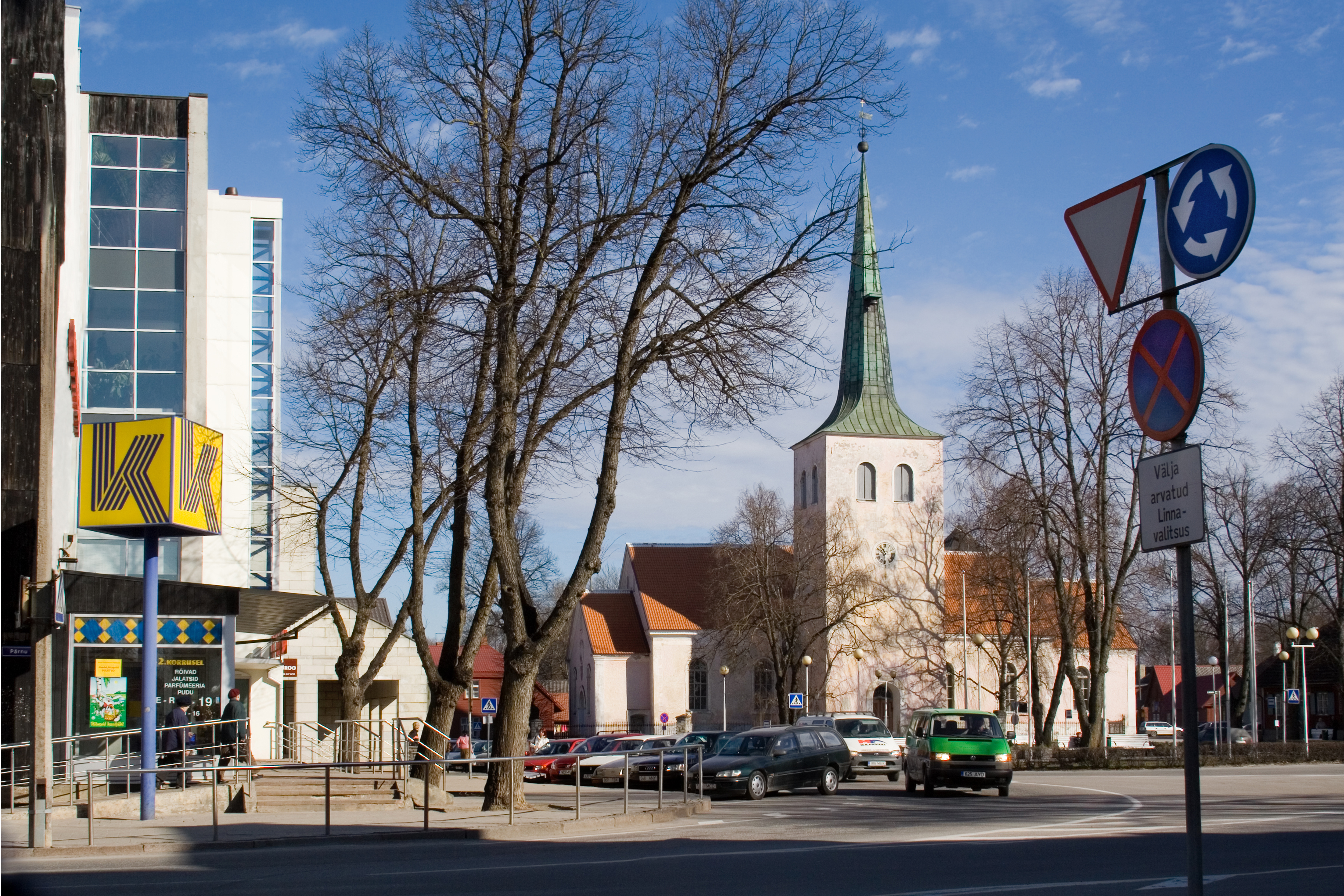
Centrala Paide.
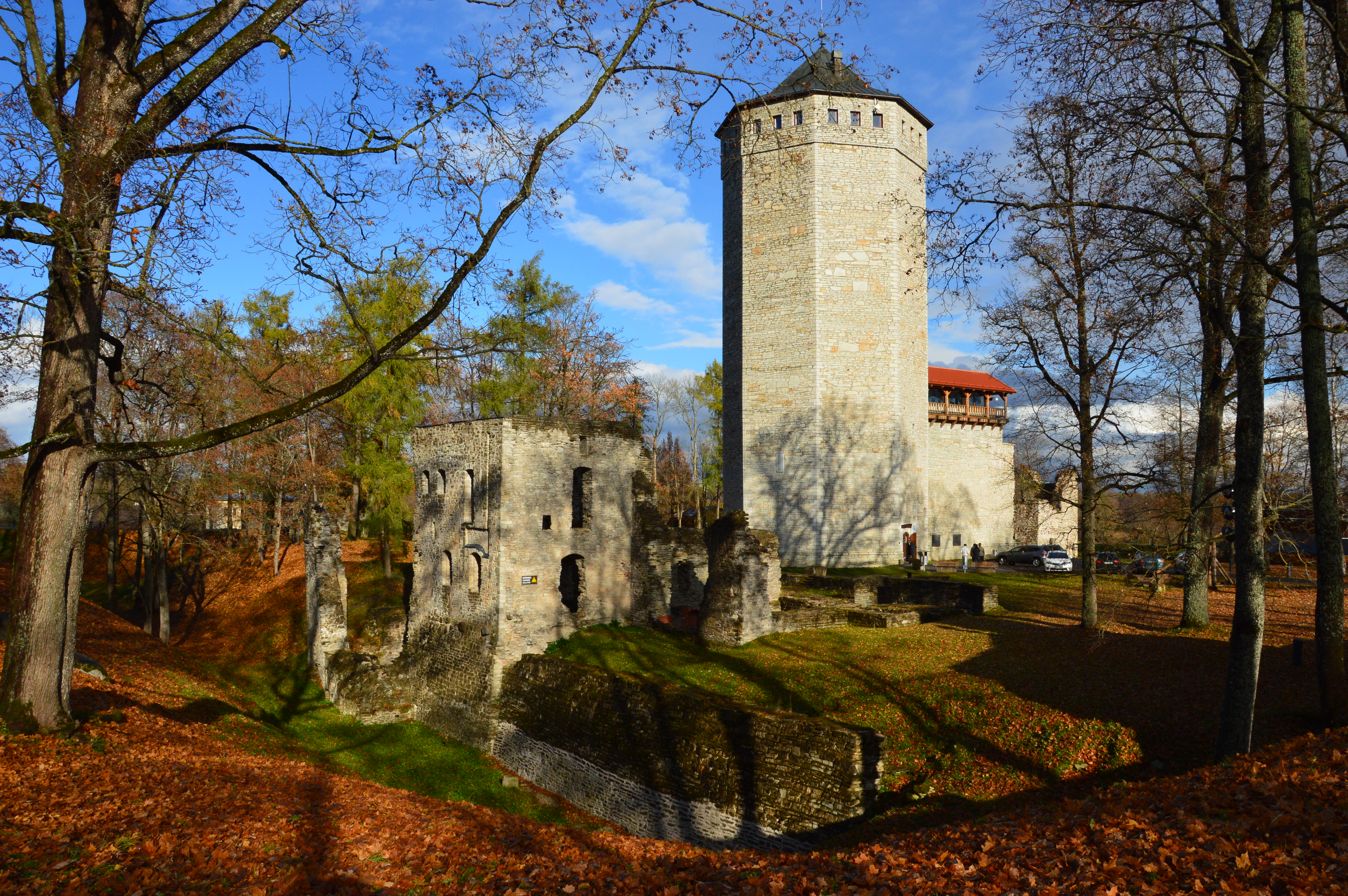
Ordensslottet i Paide.
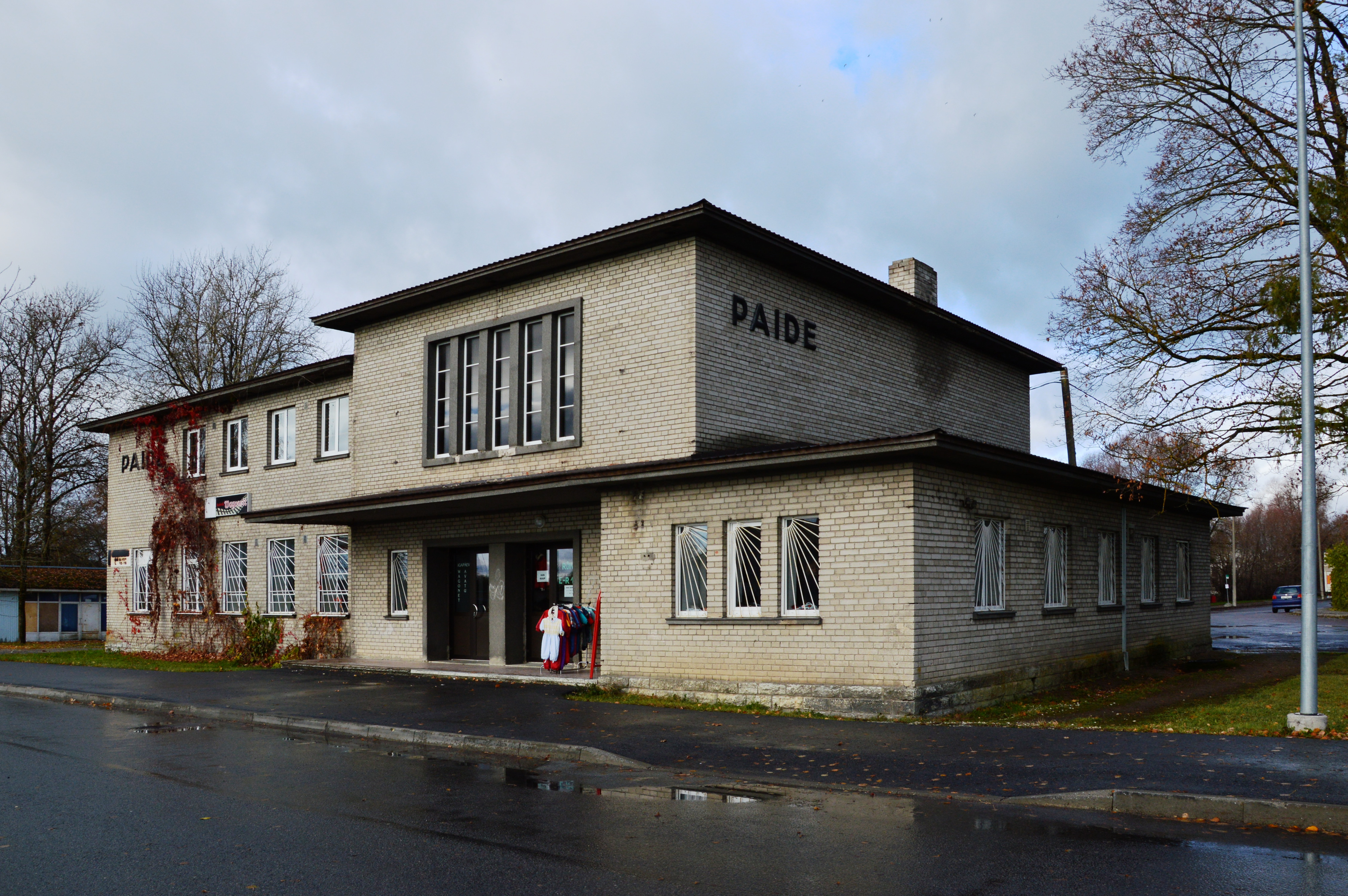
Gamla järnvägsstationen i Paide.

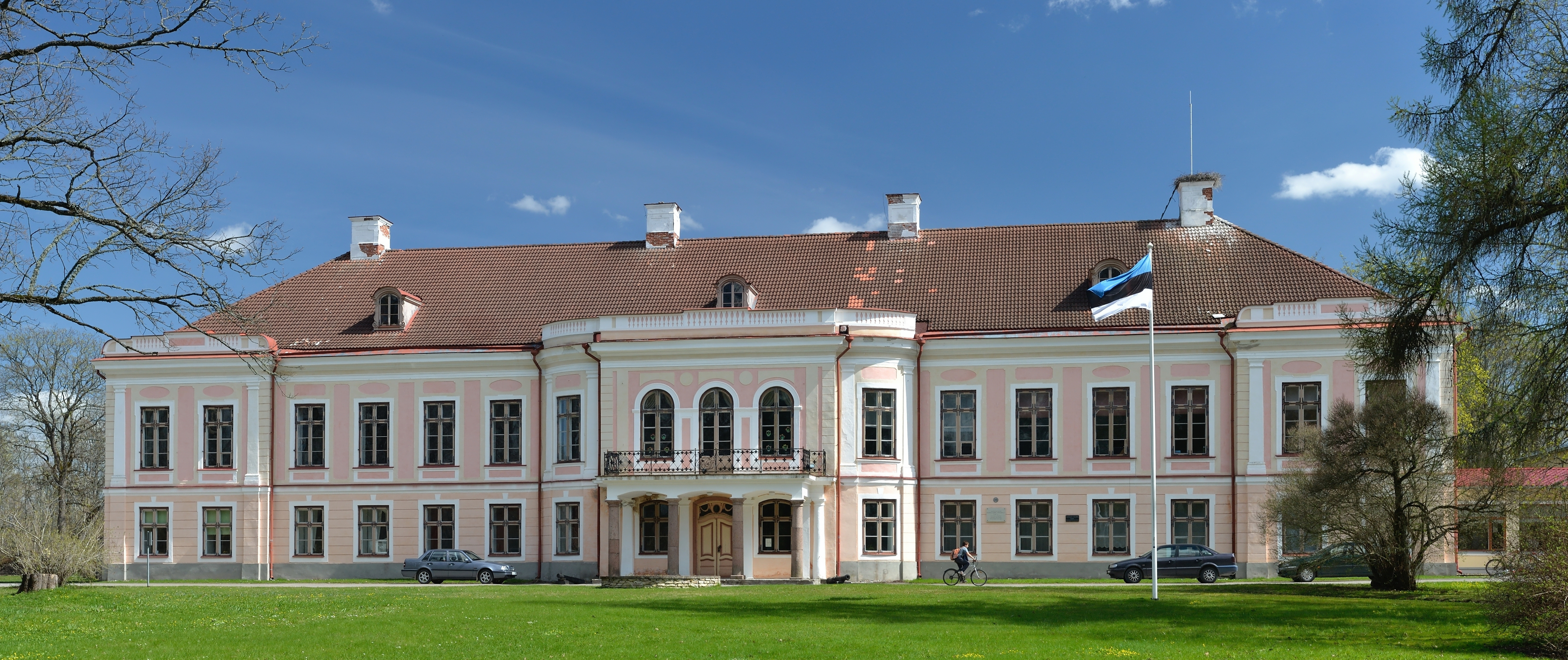
Roosna-Alliku herrgård.
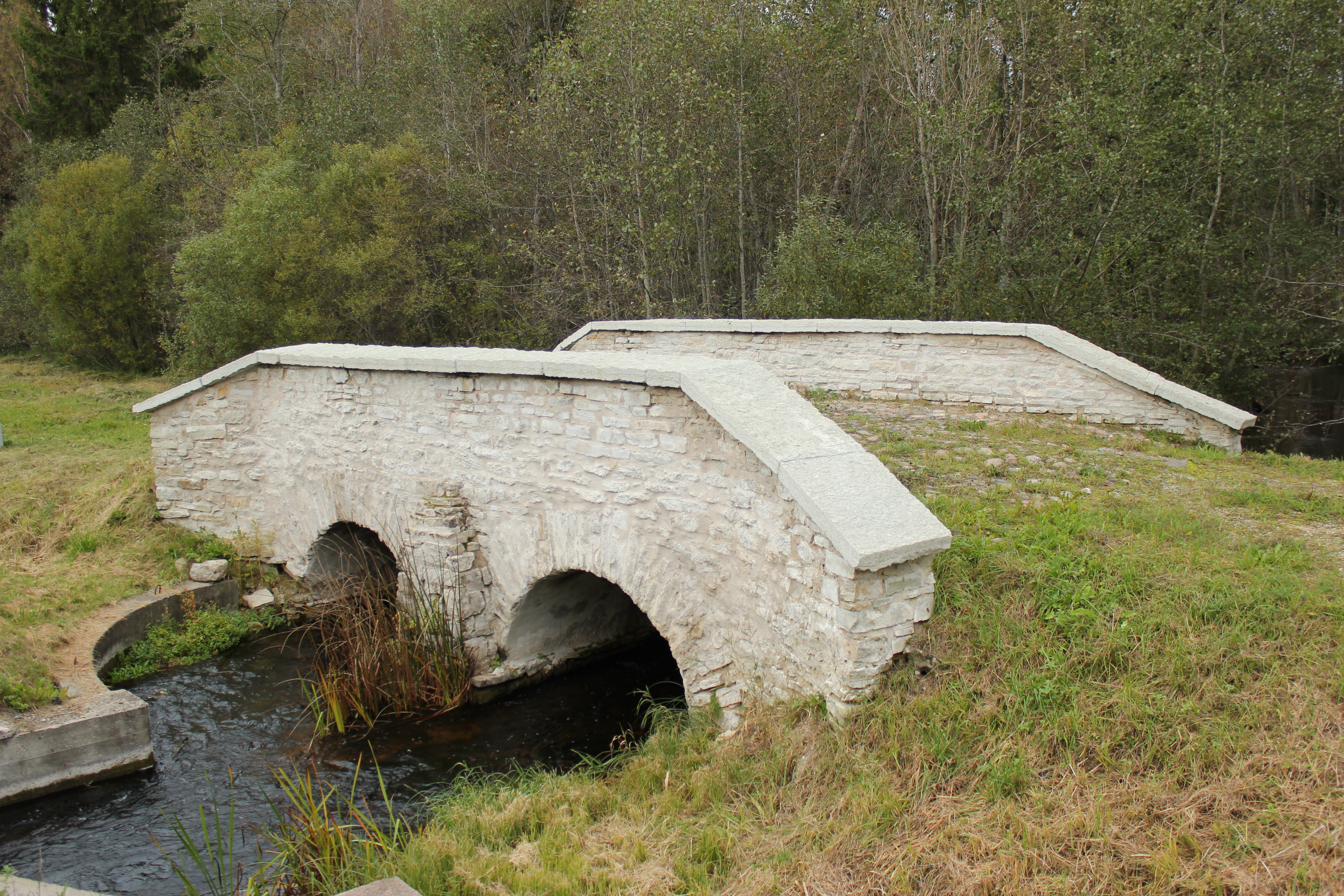
Kükita stenbro vid floden Pärnu, nära Riksväg 2 i byn Tarbja.
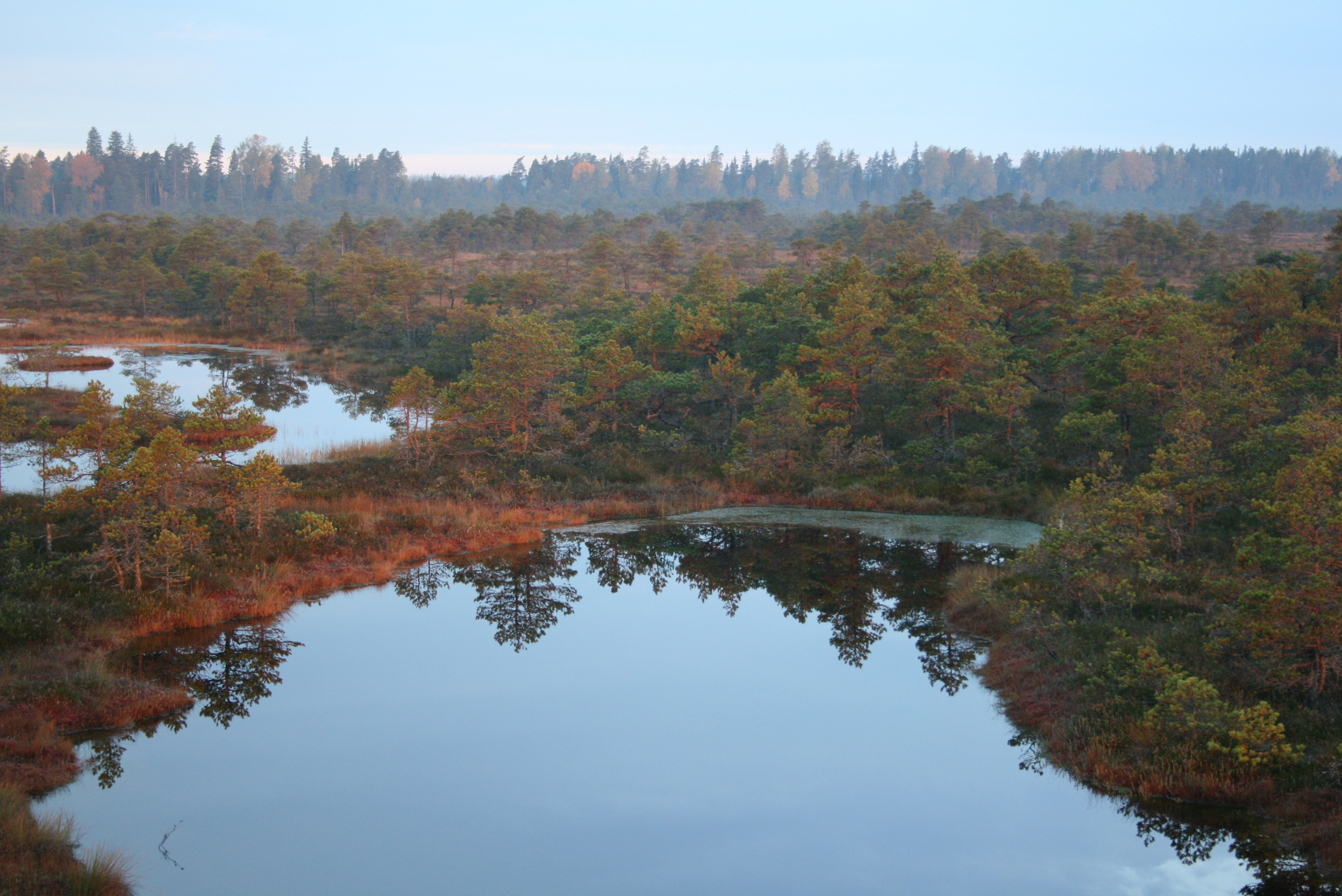
Seli raba.